# Болница (Отписани)
Болница је прва епизода телевизијске серије „Отписани“, снимљене у продукцији Телевизије Београд и Централног филмског студија „Кошутњак“. Премијерно је приказана у Социјалистичкој Федеративној Републици Југославији 22. децембра 1974. године на Првом програму Телевизије Београд.
Ова епизода, као и седећа епизода „Гаража“, спојене су и од њих је направљен филм „Отписани“. Филм је премијерно приказан 29. априла 1974. године и за разлику од серије, која је снимљена у црно-белој техници, он је у колору.

## Синопсис
Епизода „Болница“ отпочиње јуна 1941. године када се браћа Тихи (Воја Брајовић) и Чиби (Александар Берчек) враћају из села у окупирани Београд. Приликом доласка они чују пуцњаву и заједно са осталим грађанима се склањају у оближње двориште. Тада на улици виде немачку патролу која је у потери за једним илегалцем.
Пошто им је кућа уништена у шестоаприлском бомбардовању, а отац одведен у зарбољеништво, они одлазе код стрица (Драгомир Фелба) који је морнар и живи на шлепу на Дунаву. Одмах по доласку Тихи се сусреће са својим друговима — члановима Савеза комунистичке омладине Југославије (СКОЈ), са којима дискутује о нападу Немачке на Совјетски Савез и наздрављају „брзом свршетку рата“. Потом одлазе на оближње степениште где се Миле (Владан Холец) удвара једној девојци-фолксдојчерки, али га она одбија; потом наилази немачка патрола која је револтирана њиховим понашањем и вођа патроле (Бата Камени) удара шамар Прлету (Драган Николић).
Скале (Слободан Алигрудић) на партијском састанку саопштава да је Гестапо ухапсио једну другарицу-члана Штаба и поверава Милану (Раде Марковић) задатак да је са својом омладинском групом ослободи. Милан потом одлази у болницу, где обучен као лекар са доктором Борићем (Воја Мирић) разговара о здравственом стању пацијенткиње, која се породила и коју треба ослободити. Доктор му саопштава да треба да убрзају са акцијом јер више не може да пролонгира њен останак у болници, и да је питање дана када ће је вратити у затвор.
Тихи одлази да се види са својом девојком Нином (Јелена Чворовић). Шетајући градом, они наилазе на непријатну сцену „сусрета“ немачког официра и Јеврејке. Нину ова сцена веома узбуђује и она Тихом саопштава да је Јеврејка. Зрики (Чедомир Петровић) одлази у Водовод где се сусреће са Миланом, који му саопштава да група треба да се припреми за специјални задатак.
Увече Тихи, Прле и Миле седе у кафани у којој ради Паја (Мики Манојловић) и расправљају о акцији коју ће то вече извести. Потом се њима четворици придружује Зрики; они затим одлазе до рушевина једне зграде где сачекују немачку патролу. У сукобу с патролом они убијају три немачка војника и заробљавају један пиштољ и два аутомата. Паја је током сукоба лакше рањен у задњицу и они га одводе код стрица на шлеп.
У средиште Гестапоа долазе шеф Специјалне полиције Никола (Душан Перковић) и његов заменик Крста (Васа Пантелић), где заједно са мајором Кригером (Стево Жигон) одлазе на састанак код пуковника Милера (Рудолф Улрих). На састанку, пуковник се распитује за стање пацијенткиње за коју сумња да је важна личност у покрету отпора, и критикује Николу и Крсту, што се она још увек налази у болници и скреће им пажњу да је доктор сумњив човек.
Бобан (Жарко Радић) одлази на хиподром, где са својим другом џокејом Симкетом (Драган Максимовић) разговара о трци у недељу и позива га да у суботу учествује у акцији спасавања из болнице. Никола и Крста одлазе у болницу где хапсе доктора. Приликом спровођења кроз болнички ходник доктор користи прилику, баца се кроз отворен прозор и остаје на месту мртав. Илегалка Ивана одлази у књиговезачку радњу, где преко лозинке преноси поруку за Милана да је доктор мртав, а да је пацијенткиња још само сутра у болници.
Чиби преноси корпу са угљем, у којој је скривено оружје, поред немачке патроле и потом је преузимају Тихи и Паја. Они потом долазе до места на којем их чекају Милан и остали чланови ударне групе. Тамо долази Цане Курбла (Иван Бекјарев), Пајин брат од тетке, који их камионом вози ка болници. У болници испред собе пацијенткиње је постављен стражар и наређено му је да никог не пушта унутра, па чак ни лекаре.
На путу ка болници догађа се комична сцена у којој се Цанету гаси камион, а немачки војник му пружа помоћ да упали. По доласку испред болнице они се распоређују на позиције, а Милан и Тихи улазе у болницу. За то време Никола и Крста са осталим агентима крећу ка болници. Милан и Тихи савлађују стражара и закључавају га у тоалет. Потом ослобађају пацијенткињу и одводе је до камиона. У том тренутку испред болнице стиже ауто са полицијским агентима и настаје краћи обрачун у коме гину два агента и Симке.
Никола је у канцеларији код мајора Кригера, који га оштро критикује због неуспеха у болници. Никола га уверава да има податке о починиоцима и да су они записани, на шта му Кригер одговара да он жели да они буду — отписани.

## Историјска подлога
На крају ове, као и осталих епизода налази се натпис — Ова серија инспирисана је подвизима илегалаца у окупираном Београду. Лица и догађаји су измишљени. Свака сличност је случајна.
Као инспирација за ову епизоду послужила је комбинација два стварна догађаја, која су се одиграла - први у јулу 1941. и други у јануару 1942. године. Први догађај је био спасавање Александра Ранковића, члана Централног комитета КПЈ, из болнице у Видинској улици (данас Улица Џорџа Вашингтона), 29. јула 1941, а други спасавање Иванке Муачевић-Николиш и њене тек рођене ћерке, 25. јануара 1942. године. Акција спасавања Александра Ранковића, била је веома вешто изведена и представљала је једну од највећих акција у окупираном Београду у лето 1941. године. Тада је група активиста НОП-а, под руководством Спасеније Цане Бабовић и Ђуре Стругара, блокирала болницу, док су двојица илегалаца, обучени као агенти, ушли унутра и извели ухапшеника.
Овај догађај је у потпуности искоришћен као подлога за ову епизоду, само што је Ранковић, који је у међувремну на Брионском пленуму ЦК СКЈ, јула 1966. године, смењен са свих државних и партијских функција, замењен мајком са дететом. У епизоди се такође напомиње да је та особа важна личност и окарактерисана је као „члан Штаба“. Такође још један лик који се појављује у серији — доктор Борић, који приликом хапшења скаче кроз прозор болнице, настао је на основу стварног лика — доктора Теодора Бороцког. Овај лекар учествовао је у спасавању Иванке Муачевић из болнице, због чега је касније био ухапшен и приликом саслушавања у полицији, октобра 1942. године, искористио је непажњу иследника и скочио кроз прозор зграде Специјалне полиције на Обилићевом венцу.

## Улоге
Списак глумаца и ликова који се појављују у епизоди „Болница“:
| Глумац             | Улога          |
| ------------------ | -------------- |
| Драган Николић     | Прле           |
| Војислав Брајовић  | Тихи           |
| Предраг Манојловић | Паја           |
| Владан Холец       | Миле           |
| Чедомир Петровић   | Зрики          |
| Раде Марковић      | Милан          |
| Слободан Алигрудић | Скале          |
| Драгомир Фелба     | Стрико         |
| Воја Мирић         | доктор Борић   |
| Рудолф Улрих       | пуковник Милер |
| Стево Жигон        | мајор Кригер   |

| Глумац            | Улога       |
| ----------------- | ----------- |
| Иван Бекјарев     | Цане Курбла |
| Душан Перковић    | Никола      |
| Васа Пантелић     | Крста Мишић |
| Жарко Радић       | Бобан       |
| Љубица Ковић      | Ивана       |
| Јелена Чворовић   | Нина        |
| Драган Максимовић | Симке       |
| Александар Берчек | Чиби        |
| Миливоје Томић    | Књиговезац  |
| Мирко Буловић     | Морнар      |
| Иво Јакшић        | Нинин очух  |

| Глумац             | Улога            |
| ------------------ | ---------------- |
| Ирина Новић        | Болничарка       |
| Радмила Гутеша     | Елза             |
| Мелита Бихали      | Фолксдојчерка    |
| Вељко Маринковић   | Агент            |
| Бата Камени        | Вођа патроле     |
| Љубомир Ћипранић   | Жандарм 1        |
| Стеван Миња        | Жандарм 2        |
| Соња Ђурђевић      | Болесница        |
| Драган Петровић    | Лекар            |
| Божидар Пајкић     | Старац           |
| Драгољуб Јовановић | Портир у болници |
| Бели Радоичић      | Немачки стражар  |